# Àrea marina Punta Prima - Illa de l'Aire
Àrea marina Punta Prima - Illa de l'Aire este o arie protejată (arie specială de conservare — SAC, sit de importanță comunitară — SCI) din Spania întinsă pe o suprafață de 1.321,21 ha, integral marine.

## Localizare
Centrul sitului Àrea marina Punta Prima - Illa de l'Aire este situat la coordonatele 39°47′45″N 4°17′28″E / 39.7959°N 4.291°E.

## Înființare
Situl Àrea marina Punta Prima - Illa de l'Aire a fost declarat sit de importanță comunitară în aprilie 2004 pentru a proteja 8 specii de animale. Situl a fost protejat și ca arie specială de conservare în mai 2022.

## Biodiversitate
Situată în ecoregiunile marină mediteraneană și mediteraneană, aria protejată conține 4 habitate naturale: Straturi cu Posidonia (Posidonion oceanicae), Recifuri, Peșteri marine scufundate complet sau parțial, Bancuri de nisip acoperite în permanență slab de apă marină.
La baza desemnării sitului se află mai multe specii protejate:
- păsări (6): Calonectris diomedea, Hydrobates pelagicus, Larus audouinii, vultur pescar (Pandion haliaetus), Phalacrocorax aristotelis desmarestii, Puffinus mauretanicus
- mamifere (1): delfin mare (Tursiops truncatus)
- reptile (1): Caretta caretta

Pe lângă speciile protejate, pe teritoriul sitului au mai fost identificate 8 specii de plante, 10 specii de nevertebrate.